# Art Bergmann
Art Bergmann (* 8. února 1953 Vancouver) je kanadský zpěvák a kytarista. V letech 1979–1980 vedl skupinu Young Canadians. V osmdesátých letech byl členem několika dalších skupin až v roce 1988 vydal své první sólové album nazvané Crawl with Me; jeho producentem byl John Cale. Druhé album Sexual Roulette vydal o dva roky později, pak Art Bergmann (1991) a What Fresh Hell Is This? (1995). Tato tři alba produkoval Chris Wardman. S dalším albem Design Flaw přišel v roce 1998 a tentokrát se na produkci podílel Peter J. Moore.

## Diskografie
- Crawl with Me (1988)
- Sexual Roulette (1990)
- Art Bergmann (1991)
- What Fresh Hell Is This? (1995)
- Design Flaw (1998)
- Vultura Freeway (2000)
- Lost Art Bergmann (2009)
- Songs for the Underclass (2014)
- The Apostate (2016)